# Éditions Confluences
Les éditions Confluences sont une maison d'édition française créée en juillet 1994 par Eric Audinet et située à Bordeaux. 

## Présentation
Eric Audinet est né en 1958 à Pnom Penh (Cambodge). Après des études de lettres, il crée en 1983 une première maison d'édition avec Olivier Cadiot et Pascale Monnier, dénommée Quffi & Ffluk.  Puis après avoir travaillé à Paris à la revue Esprit, il revient sur Bordeaux et fonde en 1987 une seconde maison d'édition L'Horizon chimérique  avec Jacques Sargos. Enfin il crée, seul, en 1974, sa maison d'édition Confluences.
Confluences a publié, entre 1994 et 2019, 450 livres, notamment les œuvres complètes du poète, écrivain et photographe landais Félix Arnaudin. Elle compte par ailleurs une dizaine de collections dans des domaines tels que l'architecture, l'urbanisme, la gastronomie et les arts.
La maison dispose également d'une collection de littérature générale, baptisée « Traversées », dans laquelle ont été publiés des auteurs comme Patrick Rödel (« Marguerite et Salomé »), Yves Harté (prix Albert-Londres 1990, « La huitième couleur »), l'Américain William Margolis (« Au large des îles Fauts », « Le Brooklyn de Nat et autres histoires ») et Thibault Franc ("Brico-Relais").